# Orrouy
Orrouy – miejscowość i gmina we Francji, w regionie Hauts-de-France, w departamencie Oise.
Według danych na rok 1990 gminę zamieszkiwało 516 osób, a gęstość zaludnienia wynosiła 32 osoby/km² (wśród 2293 gmin Pikardii Orrouy plasuje się na 522. miejscu pod względem liczby ludności, natomiast pod względem powierzchni na miejscu 168.).